# Палатинская антология

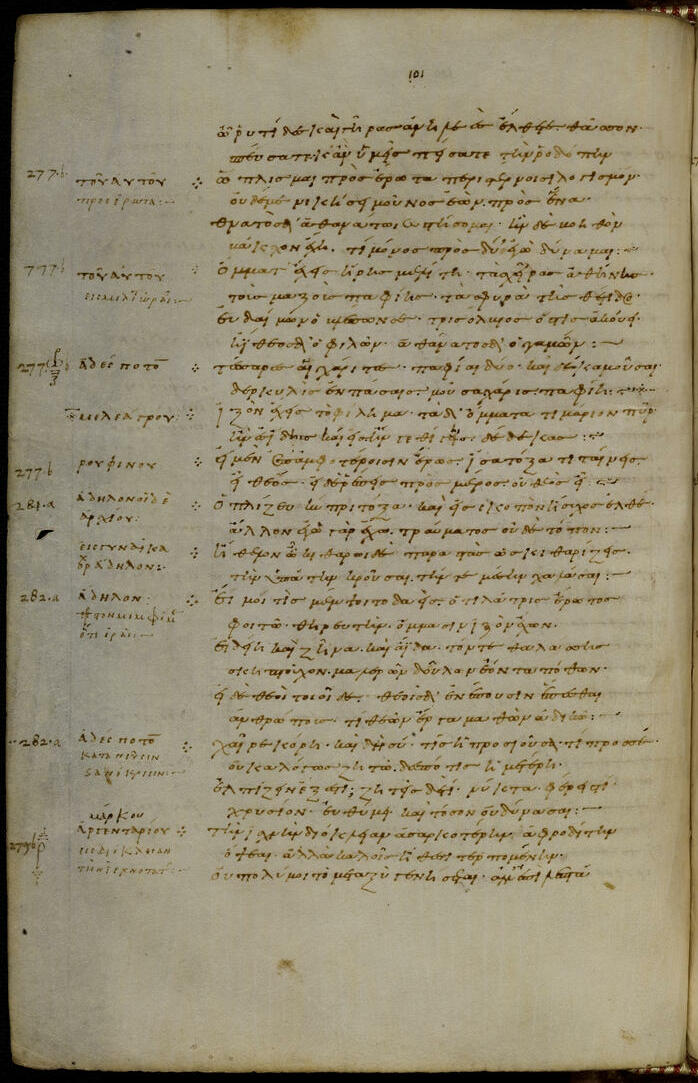
Палатинская антология в библиотеке Гейдельбергского университета

Палатинская антология (лат. Antologia Palatina), или Греческая антология (лат. Anthologia Graeca) — собрание античных и средневековых греческих эпиграмм (всего около 3700), составленное византийским грамматиком X века Константином Кефалой (греч. Κεφαλᾶς). Название антологии объясняется тем, что единственный её список сохранился в Палатинской библиотеке (Гейдельберг).
Кефала́ проделал многолетнюю кропотливую работу, его собрание включило в себя антологии, составленные в эпоху эллинизма Мелеагром Гадарским и (столетием позже) Филиппом Солунским, антологию византийского поэта VI в. Агафия Миринейского и другие неизвестные нам сборники. Сюда включены также надписи на христианских надгробиях, в поисках которых Кефала много путешествовал по Греции и Малой Азии. Кефале помогал собирать эти надписи Григорий Магистр, настоятель одной из церквей в городе Кампсе.
Собирание эпиграмм велось по четырём тематическим группам: любовные, посвятительные, надгробные, эпидейктические (описательные, приуроченные к какому-то одному впечатлению, «на случай»). Позже текстологи и переписчики распределили всё собранное Кефалой в пятнадцати книгах:
- Кн. I. Христианские эпиграммы. Краткие надписи византийской эпохи, описывающие иконы, храмы, жития святых и пр.
- Кн. II. Описания Христодора Коптского 150 статуй и пр. надписи в Зевксипповых термах в Константинополе.
- Кн. III. Посвятительные надписи из храма в Кизике, иначе «Кизикские эпиграммы». 19 мифологических сюжетов о любви сыновей к матерям.
- Кн. IV. Предисловия. Три вступления к историческим антологиям — основателя жанра Мелеагра Гадарского (70—60 до н. э.), Филиппа Солунского (ок. 60 г. до н. э.) и Агафия Миринейского (ок. 558 н. э.).
- Кн. V. Эпиграммы любовные (античные).
- Кн. VI. Эпиграммы посвятительные (античные)
- Кн. VII. Эпиграммы надробные, эпитафии (античные).
- Кн. VIII. Эпиграммы Григория Назианзина.
- Кн. IX. Описательные эпиграммы (типологически — вид посвятительных) (античные).
- Кн. X. Эпиграммы нравоучительные/наставительные (античные).
- Кн. XI. Эпиграммы застольные и сатирические (античные).
- Кн. XII. Эпиграммы «О мальчиках» Стратона из Сард (II в. н. э.).
- Кн. XIII. Эпиграммы в различных стихотворных метрах, не типичных для эпиграммы, в том числе фигурные стихи (античные).
- Кн. XIV. Арифметические ребусы (загадки, IV в. н. э.) и оракулы (античные)
- Кн. XV. Прочие эпиграммы (пёстрая смесь, вне определенной тематики)

Центральная по значению и наиболее ценная в литературном отношении часть Антологии — античные эпиграммы в книгах с V по VII и с IX по XI.

## Издания и переводы
- Издание с английским переводом У. Р. Патона («Loeb classical library», № 67, 68, 84, 85, 86):
  - Том I. Книги I—VI
  - Том II. Книги VII—VIII
  - Том III. Книга IX
  - Том IV. Книги X—XII
  - Том V. Книги XIII—XV. Книга XVI (дополнение: Планудова антология)

- Издание с французским переводом — Anthologie grecque. Première partie. Anthologie Palatine (издательство Les Belles Lettres, 1928—2011):
  - T. I: Livres I—IV. Texte établi et traduit par P. Waltz. 1928 ; 2e édition 1960. 3e tirage 2002.
  - T. II: Livre V. Texte établi et traduit par P. Waltz. 1928.
  - T. III: Livre VI. Texte établi et traduit par P. Waltz. 1931.
  - T. IV: Livre VII, 1-363. Texte établi et traduit par P. Waltz. 1938; 2e édition 1960.
  - T. V. Livre VII, 364—748. Texte établi par P. Waltz et traduit par P. Waltz, E. des Places, M. Dumitrescu, H. Le Maitre et G. Soury. 2e édition 1960.
  - T. VI. Livre VIII. Epigrammes de Saint Grégoire le Théologien. Texte établi et traduit par P. Waltz. 2e édition 1960.
  - T. VII: Livre IX, épigrammes 1-358. Texte établi par P. Waltz et traduit par G. Soury. 1957.
  - T. VIII. Livre IX, 359—827. Texte établi et traduit par P. Waltz. 1974.
  - T. IX. Livre X. Texte établi par J.Irigoin et F. Maltomini, trad., prés. et annoté par P. Laurens. 2011.
  - T. X. Livre XI. Texte établi et traduit par R. Aubreton. 1972.
  - T. XI: Livre XII. Texte établi et traduit par R. Aubreton, F. Buffière et J. Irigoin. 1994. 2e tirage 2002.
  - T. XII: Livre XIII—XV. Texte établi et traduit par F. Buffière. 2002.
  - T. XIII: (Дополнение. Планудова антология) Anthologie grecque. Deuxième partie, Anthologie de Planude. Texte établi et traduit par R. Aubreton et F. Buffière. 1980.

- Издание с немецким переводом — «Anthologia Graeca» в четырех томах (München: Heimeran, 1957—1958); второе издание в четырех томах (München: Heimeran, 1965 (тома 1—2), 1968 (тома 3—4)).

- Русские переводы избранных эпиграмм:
  - Избранные эпиграммы греческой антологии. Пер. и примеч. В. Алексеева. — СПб., 1896. — 167 с.
  - Греческие эпиграммы. (VII век до н. э. — IX век н. э.). Пер., ст. и прим. Л. В. Блуменау. Ред. и дополн. Ф. А. Петровского. — М.-Л.: Academia, 1935. — 315 с.
  - Греческая эпиграмма. Под ред. и с вступ. ст. Ф. Петровского. Сост. Ф. Петровского и Ю. Шульца. — М.: Гослитиздат, 1960. — 487 с.
  - Греческая эпиграмма. Сост. Н. А. Чистякова. — М.: «Наука», 1993. — 448 с.
  - Древнегреческая застольная, шутливая и эротическая эпиграмма. Пер. Е. В. Свиясова. — С.-Пб.: «Академический проект», 1997. — 176 с.
  - Эпиграммы греческой антологии. Под ред. и с коммент. М. Гаспарова и Ю. Шульца. — М.: «Терра», 1999. — 728 с.
  - Синица М. М., Болгов Н. Н. Палатинская антология. Кн. I, II, III, VIII (перевод, исследование). — Saarbrucken: Lambert AP, 2014. — 249 с.
  - Болгов Н. Н., Синица М. М. «Экфрасис» Христодора Коптского (Pal. Ant. II; перевод, исследование) // Научные ведомости БелГУ. Серия «История. Политология. Экономика. Информатика». — 2012. — № 13(132). — Вып. 23. — С. 14—26.